# Аль-Джахіз
Абу Усман Амр ібн Бахр аль-Джахіз (араб. الجاحظ; 775, Басра, Аббасидський халіфат — 868, Басра, Аббасидський халіфат) — арабський вчений, письменник, богослов, мутазиліт, філолог, основоположник середньовічної арабської художньої прози адаба та арабської літературної критики.

## Життєпис
Народився у 775 році в місті Басра, Аббасидський халіфат. Отримав прізвисько «Аль-Джахіз» (означає «булькатий») через вади очей. Потім переїхав у Багдад. У похилому віці Аль-Джахіз повернувся в Басру, де провів решту своїх днів.
Найбільш значні його сатиричні твори: «Книга про скупих» (збірник анекдотів) і «Послання про квадратности і округлості» (викриття, вислови та новели, що висміюють різні види тупоумства і догматичності вченого, який не бажає знати нічого нового).
На честь Аль-Джахіз названий кратер на планеті Меркурій.